# 附買回協議
附買回協議（英語：repurchase agreement、RP，也稱為附買回協定、附買回交易，回購協議、賣出回購或正回購）是貨幣市場的一類金融商品。在附買回交易中交易雙方同意債券持有人賣出債券後在未來約定日期回購債券。回購價格必須高於賣出價格，兩者之間的差異由回購利率（repo rate）決定。原先購入債券的一方為貸款人，賣出債券的一方為借款人，利用其債券作擔保獲取固定利率擔保貸款。
附買回協議相當於現貨銷售和遠期合約的組合。在現貨銷售中貸款人向借款人提供貨幣，債券則被合法轉讓給貸款人作為交換。遠期合約保證了借款人付清貸款以及貸款人退還債券。遠期價格和現貨價格之間的差異即貸款利息，而遠期合約的結算日期即附買回交易的到期日。

## 類型與相關產品

### 附賣回協議
與附買回協議相反的交易方式為附賣回協議（reverse repo），也稱為附賣回交易、買入返售或逆回購。如果說附買回協議是賣方角度的回購協議，附賣回協議則是買方角度的回購協議。

### 買斷式回購
買斷式回購或售出/買回（sell/buy back）包含了即期出售證券和遠期買入證券兩項交易。買斷式回購（售出/買回）和經典附買回協議（即質押式回購）之間存在一些差異。首先，附買回協議是單項交易而售出/買回是兩項交易（售出和買回）。其次，買斷式回購不需要特別的法律文書而附買回協議通常要以主協議（例如GMRA）為依據，正因如此，買斷式回購的風險也較附買回協議為高。在買斷式回購交易中，如果一方違約另一方不易從法律上追取抵押品。再次，買斷式回購期間的息票利息會付給證券買入方，需從買斷式回購到期時所交付的現金中扣除。在附買回協議中雖然證券買入方收到息票利息，但是息票利息需立即付給證券出售方。
買入/售回（buy/sell back）相當於附賣回協議。

### 證券借貸
證券借貸的原因是出於其他一些目的，比如回補放空的部位，而需要暫時性地獲取證券。借出證券的一方會收取費用。證券借貸所依據的協議不同於附買回協議。
但中國大陸的回購交易與台灣的附買回交易僅有名稱上相同，實際交易模式上，中國大陸的回購交易與台灣的證券借貸較為相似。